# Championnat d'Irlande de rugby à XV
Le Championnat d'Irlande de rugby à XV ou All-Ireland League est un championnat réunissant 52 clubs irlandais de rugby à XV. Ce sport connaissant, comme les sports gaéliques, une organisation couvrant l'ensemble de l'île d'Irlande regroupe des clubs irlandais et nord-irlandais. Le championnat se compose de deux divisions. la première division est semi-professionnelle. Actuellement[Quand ?] sponsorisée par la banque Ulster Bank, l'épreuve est souvent appelée Ulster Bank League.
Le Championnat d'Irlande de rugby à XV n'est pas la principale épreuve de rugby à XV en Irlande. Le plus haut niveau est représenté par les quatre provinces irlandaises Munster Rugby, Leinster Rugby, Ulster Rugby et Connacht Rugby qui disputent avec les franchises galloises, écossaises et italiennes le Pro14 et la Coupe d'Europe de rugby à XV.
Le championnat a été créé au commencement de la saison 1990-1991. Il est dominé par les clubs de la ville de Limerick dans le Munster qui ont à eux-seuls remportés 13 des 27 championnats disputés. Au total, 18 des 27 championnats ont été remportés par une équipe du Munster. Aucun club du Connacht n'a été sacré.

## Historique
L'Irlande adopta un championnat de clubs sur le modèle de la France en 1990, la même année que le Pays de Galles. L'Écosse avait joué les précurseurs (1974) et l'Angleterre avait attendu 1987. L'objectif était de permettre à l'équipe d'Irlande de bénéficier de meilleures conditions de préparation pour ses joueurs appelés à disputer la Coupe du monde depuis 1987. Avant 1990, chacune des quatre fédérations provinciales avait son propre championnat et sa propre coupe.
Pour la première saison (1990-91), la première division comportait 9 clubs et la deuxième 10. En 1993, on est passé à quatre divisions (3 de 12 équipes, une de 10). Nouvelle réforme en 1999, le nombre de divisions passa à 3 de 16 équipes chacune, soit 48 clubs.
Dernière réforme en 2011, le nombre de divisions passe à 4 de dix clubs pour les deux premières divisions et seize clubs pour les deux dernières, soit 52 clubs.

## Format
Les championnats des divisions 1A et 1B, composées de dix équipes chacune, se déroulent par match aller-retour. Les championnats des divisions 2A et 2B sont composées de seize équipes, chacune jouant 15 matchs.
La victoire rapporte 4 points, le match nul 2, la défaite 0. Les points de bonus offensifs (4 essais marqués ou plus) et défensifs (défaite de moins de huit points) sont en vigueur depuis 1999.
À la fin de la saison, chaque équipe qui termine première de sa division est sacrée championne de sa division, et les gagnants de la Division 1A sont sacrés champions de la All-Ireland League. (l'éventualité d'une ré-instauration de play-offs dans la division 1A dans le futur est en réflexion)

### Promotion et relégation
Division 1A
- L'avant-dernier dispute un match de montée/descente avec le 2e de la division 1B
- Le dernier de la division est relégué en Division 1B

Division 1B
- Le premier de la division est promu en Division 1A
- Le 2e dispute un match de montée/descente avec l'avant-dernier de la division 1A
- Les deux derniers de la division sont relégués en Division 2

Division 2A
- Les deux premiers de la division sont promus en Division 1B
- L'avant-avant-dernier dispute un match de montée/descente avec le 3e de la division 2B
- Les deux derniers de la division sont relégués en Division 2B

Division 2B
- Les deux premiers de la division sont promus en Division 2A
- Le 3e dispute un match de montée/descente avec l'avant-avant-dernier de la division 2A
- L'avant-dernier dispute un match de montée/descente avec le finaliste de la Qualifying League.
- Le dernier de la division est relégué dans la Qualifying League, remplacé par le vainqueur de cette compétition.

## Equipes 2024/2025

### Division 1A
| Equipe                                        | Ville                          | Stade             | Capacité |
| --------------------------------------------- | ------------------------------ | ----------------- | -------- |
| Ballynahinch Rugby Football Club              | Ballynahinch (Irlande du Nord) | Ballymacarn Park  | 1 000    |
| Armagh Rugby Football Club                    | Armagh (Irlande du Nord)       | Palace Grounds    | 1 000    |
| Clontarf Football Club                        | Clontarf                       | Castle Avenue     | 3 200    |
| Cork Constitution Football Club               | Cork                           | Temple Hill       | 1 000    |
| Garryowen Football Club                       | Limerick                       | Dooradoyle        | 1 500    |
| Lansdowne Football Club                       | Dublin                         | Aviva Stadium 2   | 1 000    |
| St Mary's College Rugby Football Club         | Dublin                         | Templeville Road  | 4 000    |
| Terenure College Rugby Football Club          | Dublin                         | Lakelands Park    | 3 000    |
| University College Dublin Rugby Football Club | Dublin                         | UCD Bowl          | 3 000    |
| Young Munster Rugby Football Club             | Limerick                       | Tom Clifford Park | 1 000    |

### Division 1B
| Equipe                                         | Ville                     | Stade              | Capacité |
| ---------------------------------------------- | ------------------------- | ------------------ | -------- |
| Blackrock College Rugby Football Club          | Dublin                    | Stradbrook Road    | 4 000    |
| Dublin University Football Club                | Dublin                    | College Park       | 200      |
| Highfield Rugby Football Club                  | Cork                      | Woodleigh Park     | 4 000    |
| Naas Rugby Football Club                       | Naas                      | Forenaughts        | 3 000    |
| Old Belvedere Rugby Football Club              | Dublin                    | Anglesea Road      | 1 000    |
| Old Wesley Rugby Football Club                 | Dublin                    | Donnybrook Stadium | 7 000    |
| Queen's University Belfast Rugby Football Club | Belfast (Irlande du Nord) | Dub Lane           | 1 000    |
| Shannon Rugby Football Club                    | Limerick                  | Thomond Park       | 26 500   |
| University College Cork Rugby Football Club    | Cork                      | Mardyke Arena      | 5 000    |

## Division 1A

### Palmarès
Les trois meilleures équipes de la division 1A et l'équipe en tête de la Division 1B s'affrontent à la fin de la saison lors de play-offs pour déterminer le champion.
| Date | Vainqueur               | Score          | Finaliste             |
| ---- | ----------------------- | -------------- | --------------------- |
| 1991 | Cork Constitution       | Round-robin    | Garryowen             |
| 1992 | Garryowen               | Round-robin    | Shannon               |
| 1993 | Young Munster           | Round-robin    | St. Mary's College    |
| 1994 | Garryowen               | Round-robin    |                       |
| 1995 | Shannon                 | Round-robin    | Blackrock College RFC |
| 1996 | Shannon                 | Round-robin    | Young Munster         |
| 1997 | Shannon                 | Round-robin    |                       |
| 1998 | Shannon                 | 15 - 9         | Garryowen             |
| 1999 | Cork Constitution       | 14 - 11 (a.p.) | Garryowen             |
| 2000 | St. Mary's College      | 25 - 22        | UC Dublin             |
| 2001 | Dungannon               | 46 - 12        | Cork Constitution     |
| 2002 | Shannon                 | 21 - 17        | Cork Constitution     |
| 2003 | Ballymena               | 28 - 18        | Clontarf              |
| 2004 | Shannon                 | 22 - 16        | Cork Constitution     |
| 2005 | Shannon                 | 25 - 20        | Belfast Harlequins    |
| 2006 | Shannon                 | 30 - 3         | Clontarf              |
| 2007 | Garryowen Football Club | 16 - 15        | Cork Constitution     |
| 2008 | Cork Constitution       | 18 - 8         | Garryowen             |
| 2009 | Shannon                 | 19-19          | Clontarf              |
| 2010 | Cork Constitution       | 17 - 10        | St. Mary's College    |
| 2011 | Old Belvedere           | 20 - 17        | Cork Constitution     |

Entre 2012 et 2015, le premier du championnat de Division 1A est sacré vainqueur de la compétition.
| Date | Vainqueur              | Score       | Dauphin                 |
| ---- | ---------------------- | ----------- | ----------------------- |
| 2012 | St. Mary's College RFC | Round-robin | Clontarf Football Club  |
| 2013 | Lansdowne RFC          | Round-robin | Garryowen Football Club |
| 2014 | Clontarf Football Club | Round-robin | Old Belvedere           |
| 2015 | Lansdowne RFC          | Round-robin | Clontarf FC             |

La saison 2015-2016 voit le retour des phases finales.
| Date | Vainqueur              | Score   | Dauphin              |
| ---- | ---------------------- | ------- | -------------------- |
| 2016 | Clontarf Football Club | 28 - 25 | Cork Constitution    |
| 2017 | Cork Constitution      | 25 - 21 | Clontarf FC          |
| 2018 | Lansdowne RFC          | 19 - 17 | Cork Constitution    |
| 2019 | Cork Constitution      | 28 - 13 | Clontarf FC          |
| 2020 | Saison interrompue     | -       |                      |
| 2021 | Saison annulée         | -       |                      |
| 2022 | Clontarf Football Club | 29 - 23 | Terenure College RFC |
| 2023 | Terenure College RFC   | 50 - 24 | Clontarf FC          |
| 2024 | Cork Constitution      | 33 - 22 | Terenure College RFC |

### Palmarès par provinces
| Province | Titre(s) | Clubs                                                                                               | Seconde(s) place(s) | Clubs |
| -------- | -------- | --------------------------------------------------------------------------------------------------- | ------------------- | --- |
| Munster  | 20       | Shannon (9) ; Cork Constitution (7) ; Garryowen (3) ; Young Munster (1)                             | 15                  | Cork Constitution (8) ; Garryowen (5) ; Shannon (1) ; Young Munster (1)                                                      |
| Leinster | 10       | Lansdowne (3) ; Clontarf (3) ; St. Mary's College (2) ; Old Belvedere (1); Terenure College RFC (1) | 16                  | Clontarf (8) ; Lansdowne (2) ; St. Mary's College (2) ; Terenure College RFC (2) ; Blackrock College (1) ; Old Belvedere (1) |
| Ulster   | 2        | Ballymena RFC (1) ; Dungannon RFC (1)                                                               | 1                   | Belfast Harlequins (1) |
| Connacht | 0        | -                                                                                                   | 0                   | - |

### Nombre de victoires par club
| Club                   | Titre(s) | Premier(s) - Dernier(s) |
| ---------------------- | -------- | ----------------------- |
| Shannon                | 9        | 1995-2009               |
| Cork Constitution      | 7        | 1991-2024               |
| Lansdowne RFC          | 3        | 2013-2018               |
| Garryowen              | 3        | 1992-2007               |
| Clontarf Football Club | 3        | 2014-2022               |
| St. Mary's College     | 2        | 2000-2012               |
| Terenure College RFC   | 1        | 2023                    |
| Old Belvedere          | 1        | 2011                    |
| Ballymena              | 1        | 2003                    |
| Dungannon              | 1        | 2001                    |
| Young Munster          | 1        | 1993                    |

## Division 1B

### Palmarès
| Date | Vainqueur            | Score       | Dauphin            |
| ---- | -------------------- | ----------- | ------------------ |
| 2012 | UL Bohemian RFC      | Round-robin | Belfast Harlequins |
| 2013 | Ballynahinch RFC     | Round-robin | UCD                |
| 2014 | Terenure College RFC | Round-robin | Buccaneers RFC     |
| 2015 | -                    | Round-robin | -                  |

## Division 2A

### Palmarès
| Date | Vainqueur            | Score       | Dauphin       |
| ---- | -------------------- | ----------- | ------------- |
| 2012 | Dublin University FC | Round-robin | Malone RFC    |
| 2013 | Terenure College RFC | Round-robin | Corinthians   |
| 2014 | Galwegians RFC       | Round-robin | Ballymena RFC |
| 2015 | -                    | Round-robin | -             |

## Division 2B

### Palmarès
| Date | Vainqueur           | Score       | Dauphin       |
| ---- | ------------------- | ----------- | ------------- |
| 2012 | Cashel RFC          | Round-robin | Banbridge RFC |
| 2013 | Rainey Old Boys RFC | Round-robin | NUIM Barnhall |
| 2014 | Nenagh Ormond RFC   | Round-robin | Skerries RFC  |
| 2015 | -                   | Round-robin | -             |